# 黒瀬町国近
黒瀬町国近（くろせちょうくにちか）とは、広島県東広島市の大字。全域で住居表示未実施である。

## 概要
黒瀬地区最東部に位置しており、西条地区に面する。農村地帯ではあるが、馬木ICが至近距離にあることから、工場もいくつか設置されている。
近世までは隣接する森近（現西条町森近）とともに国近森近村を構成していた。町村制施行後も国近森近の名は大字として存続したものの、1955年に国近と森近に分割された。

## 沿革
- 1889年（明治22年）4月1日 - 町村制施行。賀茂郡国近森近村他4村が合併し、賀茂郡板城村が発足する。国近森近村は「国近森近」として板城村の大字となる[2][3]。
- 1955年（昭和30年）3月31日 - 板城村が分割され、隣接する西条町、黒瀬町に編入されて消滅する。これに際し、国近森近は黒瀬町に編入される国近と西条町に編入される森近に分割される[2][3]。
- 2005年（平成17年）2月7日 - 黒瀬町他4町が東広島市に編入される。国近は「黒瀬町国近」として東広島市の大字となる[4]。

## 交通

### 鉄道
町内を通る鉄道路線はない。最寄り駅は山陽新幹線の東広島駅。

### バス
JRバス中国の路線バス及び、東広島市のコミュニティバス「黒瀬さくらバス」が利用可能である。

#### JRバス中国
- 西条駅 - 広大西口 - 広島国際大学
- 西条駅 - 東広島駅 - 広島国際大学
- 西条駅 - 御薗宇 - 広島国際大学 - 広駅 - 呉駅

#### 黒瀬さくらバス
- 渋・長貫 - ショージ - 黒瀬支所

### 道路

#### 一般国道
- 国道375号

## 施設・名所など
- 清誓寺
- 松崎水神社

## 学区
公立小・中学校に通学する場合、板城西小学校および黒瀬中学校に通学することになる。

## 面積
2020年時点での面積は6.86543155㎢である。

## 世帯数・人口
2024年10月末での世帯数は429世帯、人口は870人である。